# Wielploeg

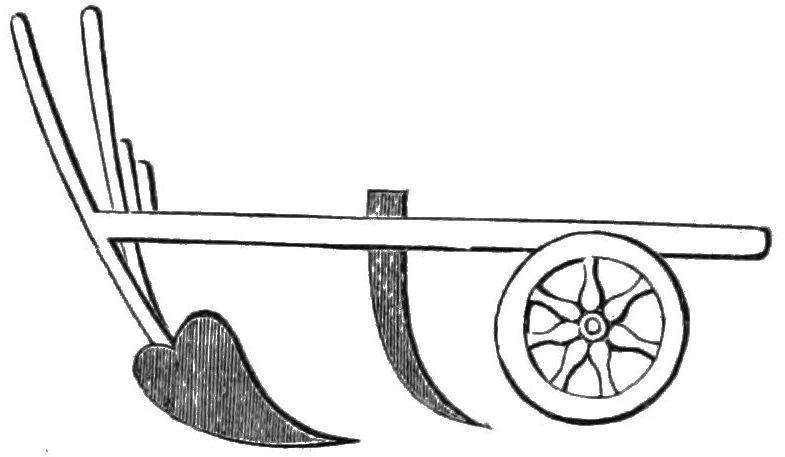
Romeinse wielploeg

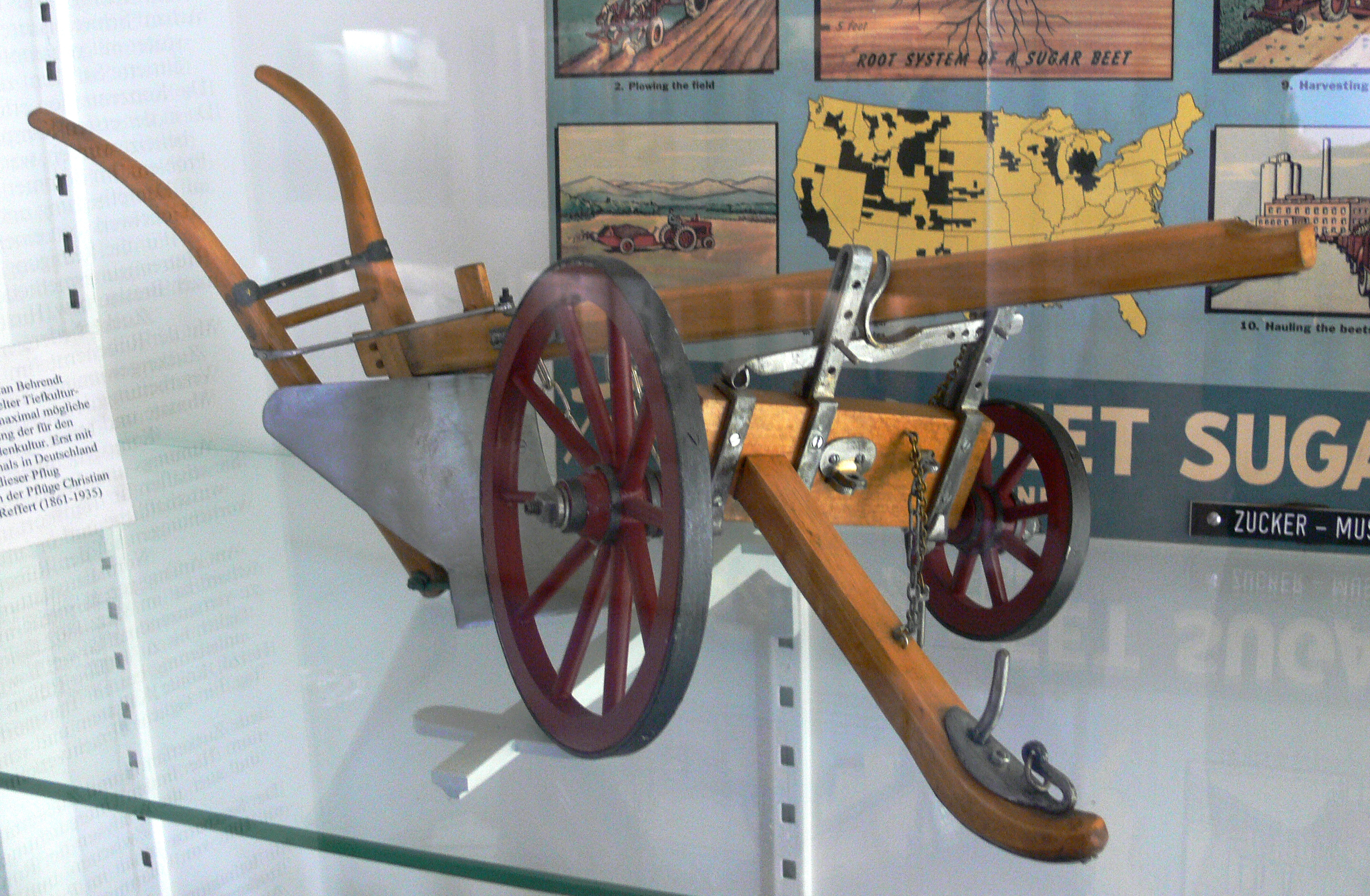
Model van houten diepploeg uit 1852

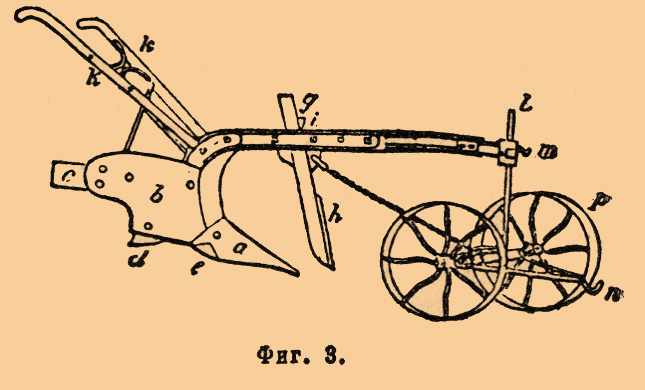
Metalen wielploeg eind 19e eeuw

Een wielploeg of karploeg is een ploeg met aan de voorzijde twee wielen. 
Karploegen kunnen met of zonder rister (keerbord) zijn uitgerust. De ploeg is geconstrueerd uit twee delen, de voorploeg en de achterploeg. De voorploeg bestaat uit een as met twee wielen, een groot en een klein wiel. Het grote wiel loopt door de opengeploegde bouwvoor, het kleine over het nog niet geploegde land. Voor de ploeg worden de trekdieren gespannen. Het achtergedeelte is de eigenlijke ploeg, en als ze is uitgerust met een rister wordt de akkergrond niet alleen los gemaakt maar ook gekeerd.   

## Hout
De wielploeg was al bekend in de Romeinse tijd en werd toen ook in noordelijke streken al op beperkte schaal gebruikt. De kennis en dus het gebruik ervan ging echter gedurende de vroege middeleeuwen in de tijd van de volksverhuizingen verloren. Pas na de 11e eeuw werd deze ploeg een meer algemeen verschijnsel. Zware karploegen met soms meer dan acht ossen bespannen speelden een rol bij het tot stand komen van de Grote Ontginning. Ze waren in staat zware en natte gronden te bewerken en konden door het rister akkerbedden ploegen waardoor de ontwatering verbeterde.

## Metaal
In de loop van de 19e eeuw konden de ploegen door smeden geheel uit metaal worden vervaardigd hetgeen de degelijkheid van de constructie sterk verbeterde. Het rister werd toen vaak in hoogte verstelbaar. Aan de achterzijde bevonden zich handgrepen waarmee de ploeger de ploeg kon bijsturen. Geavanceerde modellen werden voorzien van een zadel zodat het gewicht van de voerman kon meehelpen het rister diep genoeg in de voor te houden.

## Paardenploeg
De trekpaarden waren ingespannen met haamtuigen en werden bestuurd met leidsels. Wanneer het een meerspan betrof liepen de paarden naast elkaar. Vaak waren de staarten gecoupeerd. Bovenaan, in het midden van de ploeg, was een boog met ogen om de leidsels omhoog te houden. Het zweng, waaraan de strengen, kon door een onderdeel met gaten meer naar links of meer naar rechts ingehaakt worden.

## Afbeeldingen

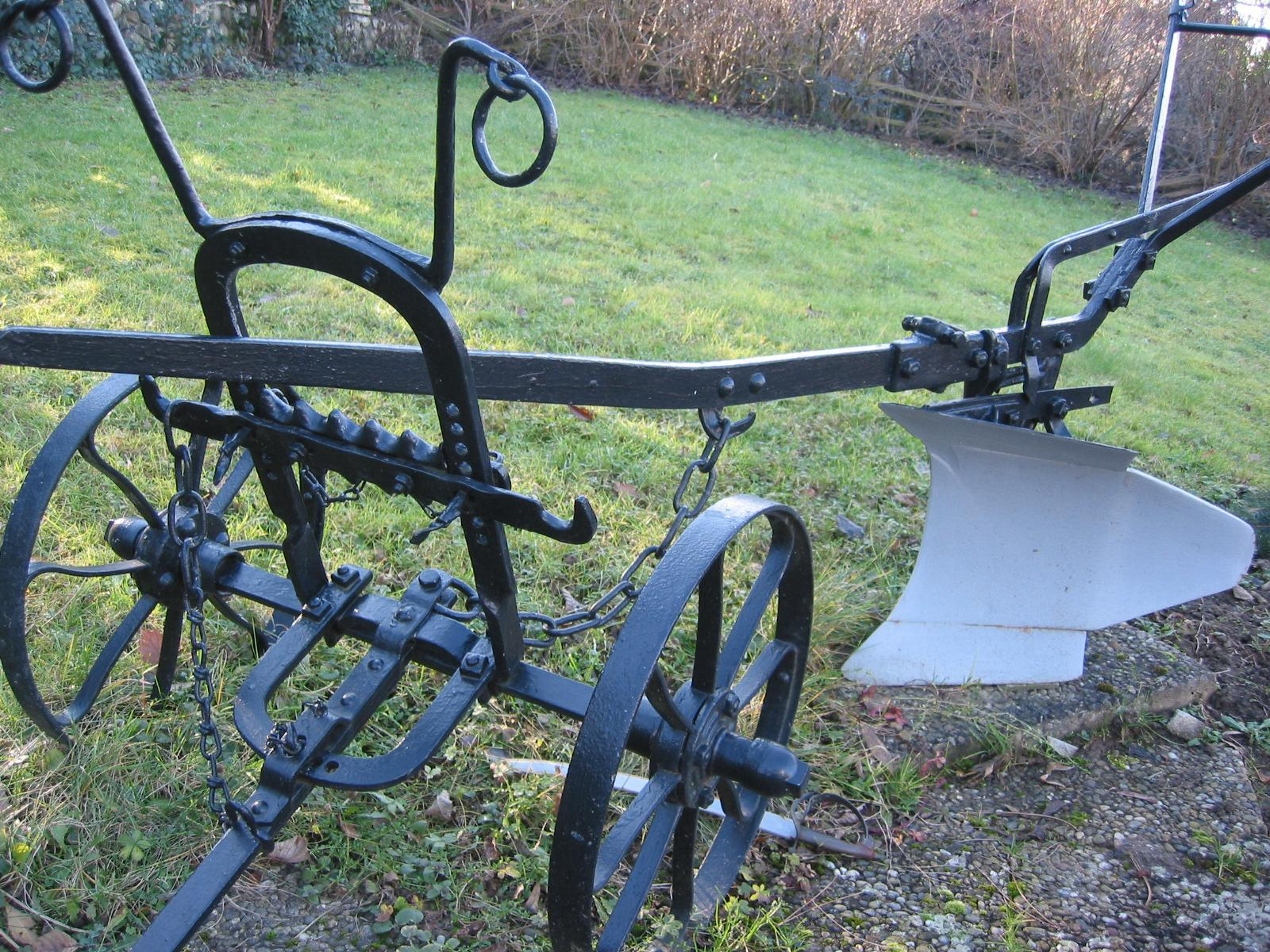
Instelbare wielploeg
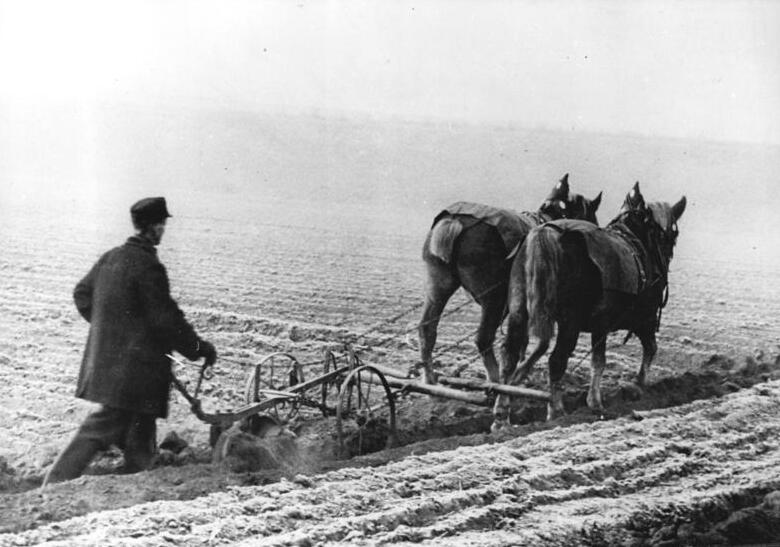
Gecoupeerde staart
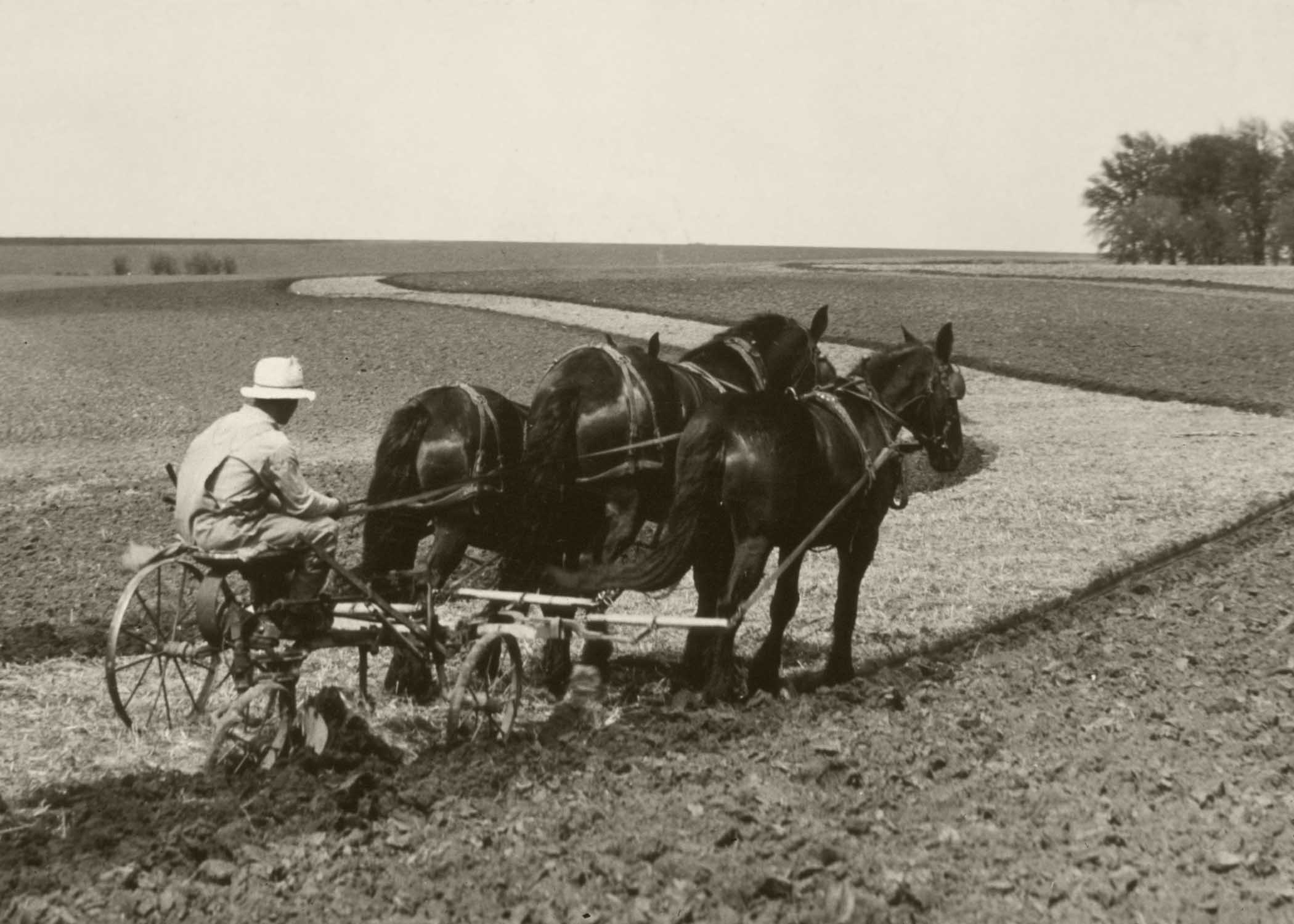
Ploegen met een driespan